# Wittenberg (Wesel)
Wittenberg ist ein Ortsteil der Hansestadt Wesel am Niederrhein. Er liegt am östlichen Stadtrand und hat 2.960 Einwohner (Stand 2021).

## Geographie
Der Siedlungskern Wittenbergs liegt wenige Kilometer östlich des Weseler Stadtzentrums und direkt südlich der Bundesstraße 58. Diese Straße trennt Wittenberg vom nördlich davon gelegenen Obrighoven, zu dem Wittenberg häufig hinzugezählt wird. In der offiziellen Erhebung der Stadt Wesel wird Wittenberg jedoch neben Obrighoven als eigener Ortsteil (offiziell Wohnplatz) im Stadtteil Obrighoven-Lackhausen geführt. Im Westen grenzt Wittenberg an Fusternberg, im Süden entlang der Lippe an Lippedorf und die Gemeinde Hünxe, auch wenn dorthin jeweils keine direkte Straßenverbindung über den Fluss besteht. Östlich von Wittenberg liegt der Hünxer Ortsteil Drevenack.

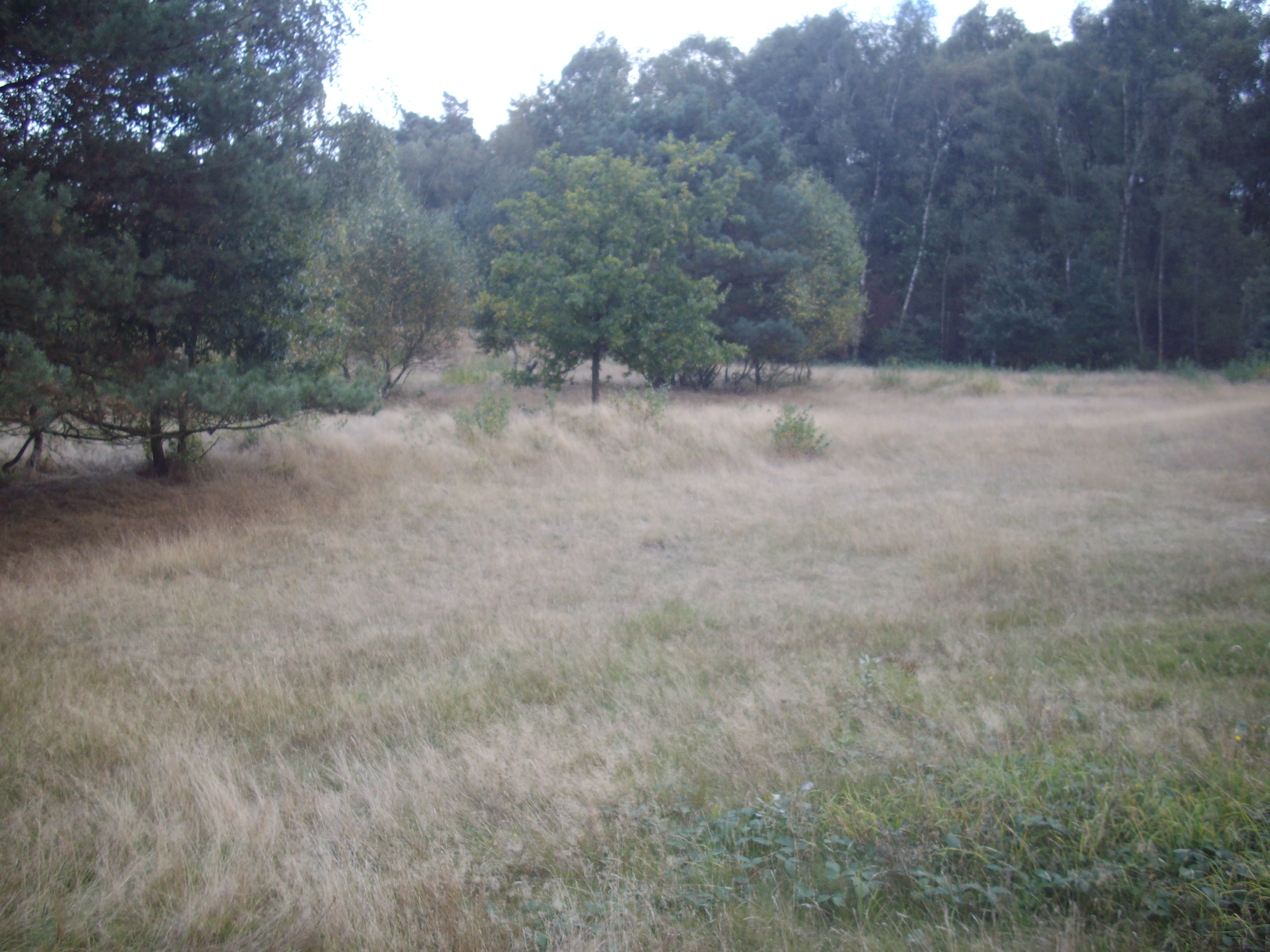
Heidelandschaft Aaper Vennekes im Süden Wittenbergs

Einzelhandelsbetriebe konzentrieren sich vor allem um den Wittenberg-Platz gegenüber dem ebenfalls in Wittenberg gelegenen Evangelischen Krankenhaus Wesel. In der Nähe befinden sich auch die katholische Kirche St. Antonius und eine Grundschule. Östlich des Siedlungskerns befinden sich die Gewerbegebiete am Marienbusch und am Schornacker. Am Schornacker liegt das größte zusammenhängende Gewerbegebiet Wesels. Noch östlich davon und bereits außerhalb der Stadtgrenzen liegt eine Anschlussstelle der A 3. Südlich des ehemaligen Verlaufs der Bahnstrecke Haltern–Venlo erstreckt sich bis zur Lippe hin ein überwiegend bewaldetes und wenig besiedeltes Gebiet. An der Lippe liegt das Umspannwerk Niederrhein.
Der im südlichen Teil Wittenbergs gelegene, überwiegend bewaldete Bereich ist in der Landschaftsplanung als ein 5,79 km² umfassender Entwicklungsraum zusammengefasst. Dazu zählen unter anderem die Waldgebiete Aaper Busch und Bagelwald. Der zwischen Wittenberg und Fusternberg gelegene Bagelwald ist ein 11 Hektar großes Naturschutzgebiet, das nicht zugänglich ist und einen Mischwald mit vielfältigem Baumbestand umfasst. Zu Wittenberg gehört auch ein Großteil des Natura-2000-Gebiets Drevenacker Dünen, das sich ebenso wie Teile des Aaper Buschs durch sandigen Boden mit Binnendünen auszeichnet. Entlang der RWE-Straße liegt das Gebiet der Aaper Vennekes, die ebenfalls Teil des Natura-2000-Gebiets sind. Sie zeichnen sich durch eine Heidelandschaft mit mehreren kleinen Heidemooren aus.

## Geschichte und Entwicklung
1824 entstand durch die Vereinigung von Obrighoven und Lackhausen die Gemeinde Obrighoven-Lackhausen, welche direkt östlich von Wesel lag und bis 1969 selbstständig war. Wittenberg war zwar Teil dieser Gemeinde, wurde in einer Bevölkerungsstatistik von 1832 aber noch gar nicht berücksichtigt. Lediglich die Aapenhöfe (Aaper Höfe) und der Einzelhof Buttendick sind dort genannt. Sie liegen heute im Ortsteil Wittenberg und hatten damals zusammen 31 Einwohner. Wittenberg wird bis heute vielfach zu Obrighoven hinzugerechnet und entwickelte sich erst spät durch ein Übergreifen des Obrighovener Siedlungsraums auf das Gebiet südlich der heutigen B 58. Darunter fällt die für die Obrighovener Katholiken errichtete Kirche St. Antonius, welche ihren Standort direkt südlich der B 58 und somit in Wittenberg hat. Sie wurde ab 1923 auf einem privat gestifteten Grundstück errichtet und ein Jahr später eingeweiht.

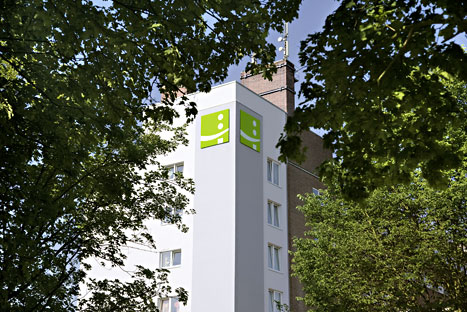
Evangelisches Krankenhaus Wesel

1910 wurde an der Stelle des heutigen Umspannwerks mit dem Bau des Dampfkraftwerks Niederrhein begonnen und so die Elektrifizierung der Region vorangetrieben. Das Kraftwerk wurde 1946 durch eine Verpuffung zerstört und musste daraufhin geschlossen werden. Aktuell befindet sich dort neben dem Umspannwerk auch die Netzleitstelle der Region Niederrhein. Der Bagelwald diente ab 1956 als Betriebsgelände des Wasserwerks II Obrighoven. Über dort angelegte Brunnen wurde zeitweise die Wasserversorgung Wesels sichergestellt. 1959 begann zwischen der Schermbecker Landstraße und der Straße Kiek in den Busch der Bau des Evangelischen Krankenhauses Wesel.

## Bauwerke
- Evangelisches Krankenhaus Wesel
- Katholische Kirche St. Antonius
- Umspannwerk Niederrhein
- Reithalle des RV Obrighoven[15]

## Verkehr
Die wichtigste Hauptverkehrsstraße ist die Wittenberg im Norden begrenzende B 58, welche nach Westen ins Weseler Stadtzentrum und im weiteren Verlauf über die Niederrheinbrücke führt. Richtung Osten führt sie zur Anschlussstelle der A 3 und weiter Richtung Schermbeck. Wittenberg wird von mehreren Buslinien bedient.
Über die Lippe südlich von Wittenberg besteht zwar keine Straßenverbindung, jedoch wurde dort im Jahr 2005 eine besonders für Radfahrer konzipierte selbst bedienbare Gierseilfähre über den Fluss eingerichtet. Die jährlich mindestens von Mitte April bis Mitte Oktober nutzbare Fähre erhielt 2006 die Auszeichnung Der Deutsche Fahrradpreis – best for bike in der Kategorie „fahrradfreundlichste Entscheidung“.